# Draga Dejanović
Pour les articles homonymes, voir Dejanović.
Draga Dimitrijević Dejanović (18 août 1840; 26 juin 1871) est une actrice, écrivain et poète serbe,. 
Elle est considérée comme la première féministe serbe[réf. nécessaire].